# Гребень, Макар Зиновьевич
Макар Зиновьевич Гребень — лётчик-штурмовик, командир 130-го гвардейского штурмового авиационного Братиславского Краснознаменного полка 7-й гвардейской штурмовой авиационной Дебреценской Краснознаменной дивизии 3-го гвардейского штурмового авиационного Смоленского корпуса, участник Великой Отечественной войны, гвардии полковник.

## Биография
Родился в 1905 году в с. Малые Мошковцы, ныне Андрушевский район Житомирской области Украина, в семье крестьянина. Украинец. В РККА с 1926 года.

### До войны
Призван в 1927 году Андрушовским РВК Житомирской области. Отправлен на учёбу в летное училище. Член ВКП(б) с 1926 года. Проходил службу в бомбардировочной авиации на летных должностях. Летал на самолётах СБ.
В августе 1940 года капитан Гребень М. З. прибыл в город Ростов-на-Дону на должность заместителя командира 3-й эскадрильи 230-го скоростного бомбардировочного авиационного полка, формируемого при ВВС Северо-Кавказского военного округа.

### Во время войны
В боях Великой Отечественной войны с 22 июня 1941 года. В Действующей армии с 22.06.1941 г. (Юго-Западный фронт) в должности командира 2-й авиационный эскадрильи данного полка в звании капитана.
Воевал на:
- Юго-Западном фронте
- Волховском фронте
- Калининском фронте
- Западном фронте
- 2-й Украинском фронте

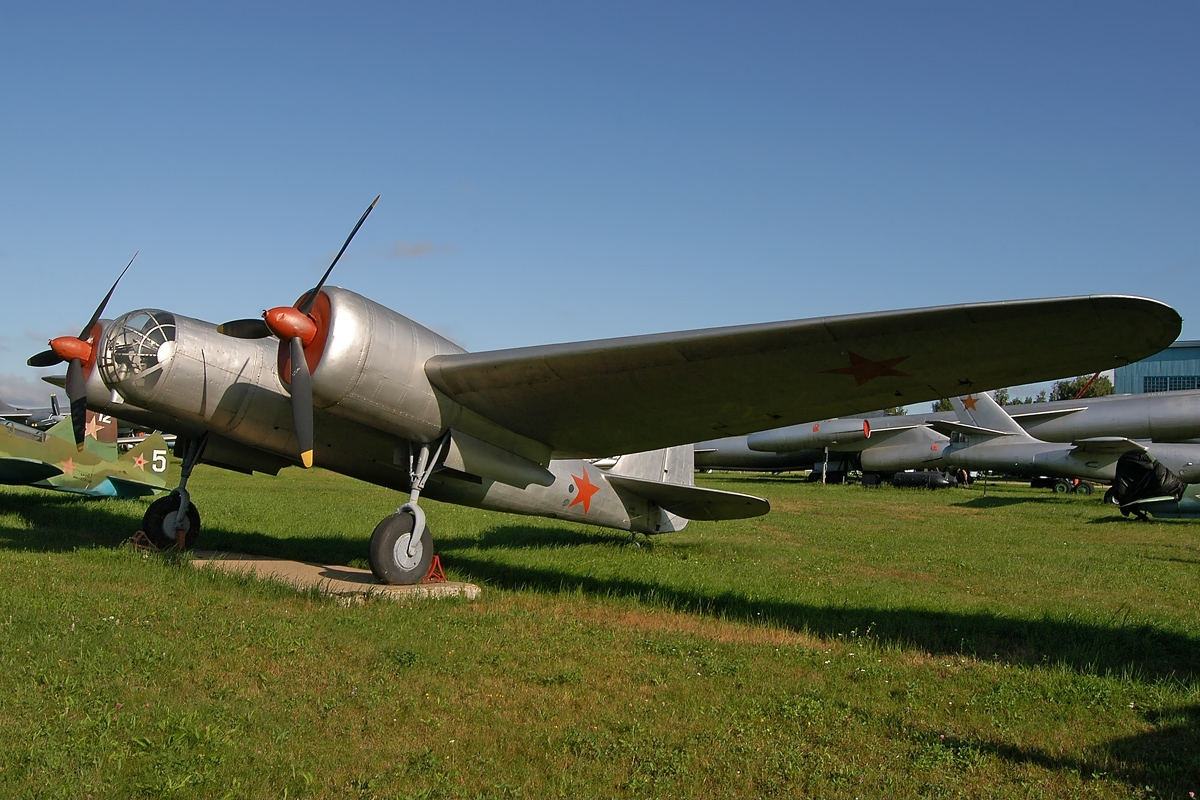
Самолет СБ (АНТ-40-Ар-2-СБ)

6 ноября 1941 года награждён Орденом Красной Звезды за 17 успешных боевых вылетов. Четыре раза во главе своей эскадрильи бомбил переправы противника в районе Кременчуг, особенно эффективное бомбометание было произведено 7, 8 и 13 сентября по переправам через р. Днепр — наблюдались прямые попадания бомб и разрушение переправ, а также разбито несколько больших лодок с войсками противника. Воинское звание и должность на время представления к первой награде (28.09.1941): Капитан, командир эскадрильи 230 сбап. Назначен на должность командира 230-го скоростного бомбардировочного авиационного полка 17 февраля 1942 года.
Гребень М. З. — командир полка, прошедший весь период войны со своим полком. Период нахождения в должности: 17.02.1942 — 09.1943 г. и с 09.12.1943 по июнь 1945 г.
Нахождение в должности имело перерыв в 2 месяца, связанный со сбитием самолёта командира во время проведения вылета на боевое задание. В период с 04.08.1942 г по 22.10.1942 г. командир полка майор Гребень М. З. в составе переформированного 230-й штурмового авиационного полка 43-го запасного авиаполка, 1-й ЗАБ Приволжского военного округа ст. Кипень, д. Грачевка, Куйбышевской области приступил к переучиванию на самолёт Ил-2.
18.10.1942 года полк успешно прошел программу переучивания, окончены 1-й и 2-й разделы с оценкой «отлично, 32 лётчика прошли переучивание. Полк полностью готов к ведению боевых действий в условиях дня. Готовность к убытию на фронт — 19.10.1942 года. Боевой состав:
- боевых экипажей — 32
- боевых самолётов — 32

19 февраля 1943 года награждён Орденом Красного Знамени. Командир полка майор М. З. Гребень лично произвел 6 боевых вылетов на Калининском фронте и 5 на Волховском фронте. Неоднократно водил группы по 8-10 Ил-2 на атаку артиллерийских батарей и живой силы противника в районе Синявино, как правило производил по два-три захода, что повышало эффективность поражения противника.
6 октября 1943 года награждён Орденом Отечественной войны 1 степени за лично произведенные 9 успешных боевых вылетов за период с 7 августа по 7 сентября 1943 года на Западном фронте. 28 августа 1943 года группа 16 самолётов Ил-2 с 9.50 до 10.05 одним заходом производила бомбо-штурмовой удар по скоплению живой силы, технике и огневых точек противника в районах: Чернечник, Березовка, Шерково, тут же было обнаружено движение танков по дороге западнее н.п. Бывалки. На втором заходе получив приказ уничтожить танки, Гребень всей группой атаковал их. В результате чего было выведено из строя 5 танков и 12 автомашин, 1 цистерна с горючим и уничтожено до 200 человек пехоты. Группа потерь не имела.

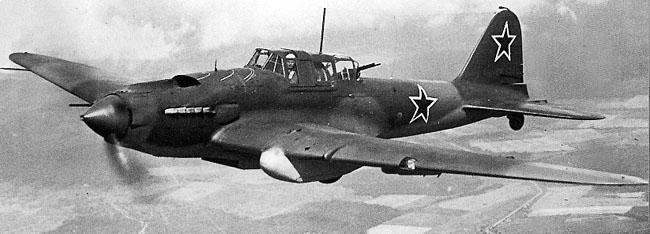
Самолеты 130-го гв. шап

В один из сентябрьских дней 1943 года самолёт Гребня был сбит. Из резолюции командира 2-го штурмового авиационного корпуса генерал-майора авиации Степичева от 17 сентября 1943 г.: »…Достоин награждения орденом «Отечественная война 1-й степени» (посмертно).
Майор Гребень остался жив, и в декабре 1943 года вернулся в родной полк. 18 января 1945 года был награждён орденом Александра Невского. К этому времени гвардии подполковник Гребень сам лично произвел 83 боевых вылета, из них шесть — на 2-м Украинском фронте. На протяжении вождения групп в бой Гребень в групповом воздушном бою сбил 5 самолётов. 2 ноября 1944 года группа из четырнадцати самолётов Ил-2, ведущий группы — командир полка гвардии подполковник Гребень, произвели налет на аэродром противника, на котором находилось до 60 Fw-190. Благодаря тщательной подготовки и четко поставленной задачи подполковником Гребень, группа произвела успешный налет и уничтожила 14 самолётов Fw-190.
По состоянию на 04.12.1944 г. количество боевых вылетов — 83. Войну закончил на аэродроме Робенсбург (Австрия). Освоил самолёты СБ, Ил-2. Воинское звание и должность на июнь 1945 года: Гвардии подполковник, командир 130-го гвардейского Братиславского Краснознаменного авиационного полка.

### Участие в сражениях и битвах
- Битва под Киевом (Киевская стратегическая оборонительная операция), с 7 июля по 26 сентября 1941 года
- Киевско-Прилуцкая оборонительная операция, с 20 августа по 26 сентября 1941 года
- Сумско-Харьковская оборонительная операция, с 1 октября 1941 года по 29 октября 1941 года
- Барвенковско-Лозовская операция, с 18 января по 31 января 1942 года
- Донбасская оборонительная операция, с 29 сентября — 4 ноября 1941 года
- Ростовская оборонительная операция, с 5 ноября 1941 года по 16 ноября 1941 года
- Калининская наступательная операция, с 5 декабря 1941 года по 7 января 1942 года
- Клинско-Солнечногорская наступательная операция, с 6 декабря 1941 года по 25 декабря 1941 года
- Елецкая наступательная операция, с 6 декабря 1941 года по 16 декабря 1941 года
- Тульская наступательная операция, с 6 декабря 1941 года по 16 декабря 1941 года
- Калужская наступательная операция, с 17 декабря 1941 года по 5 января 1942 года
- Наро-Фоминская оборонительная операция, с 24 декабря 1941 года по 8 января 1942 года
- Операция «Искра» (Операция по прорыву блокады Ленинграда), с 24 декабря 1942 года по 26 марта 1943 года
- Великолукская операция с 24 ноября 1942 года по 20 января 1943 года.
- Ржевско-Вяземская операция с 2 марта 1943 года по 31 марта 1943 года.
- Орловская стратегическая наступательная операция «Кутузов» с 12 июля 1943 года по 18 августа 1943 года
- Смоленская стратегическая наступательная операция «Суворов» с 7 августа 1943 года по 2 октября 1943 года
  - Спас-Деменская наступательная операция с 7 августа 1943 года по 20 августа 1943 года
  - Ельнинско-Дорогобужская наступательная операция с 28 августа 1943 года по 6 сентября 1943 года
  - Смоленско-Рославльская Операция с 15 сентября 1943 года по 2 октября 1943 года
- Наступательная операция на Оршанском направлении, с 12 октября 1943 года по 2 декабря 1943 года
- Ясско-Кишиневская операция с 20 августа 1944 года по 29 августа 1944 года
- Дебреценская операция с 6 октября 1944 года по 28 октября 1944 года
- Бухарестско-Арадская наступательная операция с 30 августа 1944 года по 3 октября 1944 года
- Будапештская стратегическая наступательная операция с 29 октября 1944 года по 13 февраля 1945 года
  - Кечкемет-Будапештская наступательная операция с 19 октября 1944 года по 10 декабря 1944 года
  - Сольнок-Будапештская наступательная операция с 19 октября 1944 года по 10 декабря 1944 года
  - Ньиредьхаза-Мишкольцкая наступательная операция с 1 ноября 1944 года по 31 декабря 1944 года
  - Эстергом-Комарновская наступательная операция с 20 декабря 1944 года по 15 января 1945 года
  - Штурм Будапешта с 27 декабря 1944 года по 13 февраля 1945 года
- Венская стратегическая наступательная операция с 13 марта 1945 года по 15 апреля 1945 года
  - Дьерская наступательная операция с 13 марта 1945 года по 4 апреля 1945 года
- Пражская наступательная операция с 6 мая 1945 года по 11 мая 1945 года
  - Йиглаво-Бенешовская наступательная операция с 6 мая 1945 года по 11 мая 1945 года
- Банска-Быстрицская наступательная операция с 16 февраля 1945 года по 8 мая 1945 года
- Братиславско-Брновская наступательная операция с 25 марта 1945 года по 5 мая 1945 года

### Воспоминания сослуживцев
Из воспоминаний бывшего заместителя командира 1-й аэ 230-го штурмового полка Клишевича Федора Климентьевича: «Участие полка в боевых действиях по прорыву блокады города Ленина закалило летный состав, сплотило его… Командир полка майор Гребень Макар Зиновьевич был опытным командиром, а главное то, что он сам лично водил группы самолётов на самых напряженных участках полосы прорыва.
Вспоминаю, как летный состав полка был восхищен мужеством и отвагой своего командира, его смекалкой, правильным выбором маршрута полета группы и выходом на боевой курс к цели. Это поднимало моральный дух летного состава, у летчиков был хороший боевой настрой, узнав, что ведет группу сам командир полка. Величие этого личного примера командира особенно осознаешь, когда прошли годы и начинаешь вспоминать и взвешивать моральный дух однополчан, их порыв смело вступать в бой. Командир полка не получал приказа от командования дивизии на вылет ведущим группы. Это было велением его сердца, беспредельная преданность Родине и глубокое понимание целей и задач нашего командования по разгрому немецких полчищ, вторгшихся на нашу землю и окруживших город Ленина… Он очень хорошо ориентировался на карте, хорошо знал район действий и базирования полка, что позволяло ему правильно выбирать маршрут полета на цель и обратно, внезапный выход на цель, поразив её и возвращался с группой всегда без единой потери. Полк получил суровую фронтовую закалку благодаря мужеству, отваге и умению своего командира Гребня М.З… Участие в боевых действиях полка в прорыве блокады Ленинграда дорого обошлось и нашему полку, многие славные соколы и воздушные стрелки сложили свои головы за наше правое дело. Их имена бессмертны. Вечная им Слава!»

## После войны
Занимался патриотическим воспитанием молодежи и активно участвовал в совете ветеранов партии Ленинского районного комитета Коммунистической партии Украины.

## Награды
- Орден Ленина
- Орден Красного Знамени
- Орден Красного Знамени[1] (19.02.1943 г.)
- Орден Отечественной войны 1-й степени[2] (06.10.1943)
- Орден Отечественной войны 1-й степени[3] (01.08.1986 г.)
- Орден Александра Невского (СССР)[4] (18.01.1945 г.)
- Орден Красной Звезды[5] (06.11.1941 г.)
- Орден Красной Звезды
- Медаль «В ознаменование 100-летия со дня рождения Владимира Ильича Ленина»
- Медаль За оборону Ленинграда
- Медаль За победу над Германией в Великой Отечественной войне 1941—1945 гг.
- медаль Двадцать лет Победы в Великой Отечественной войне 1941—1945 гг.
- Юбилейная медаль «Тридцать лет Победы в Великой Отечественной войне 1941—1945 гг.»
- Медаль «Сорок лет Победы в Великой Отечественной войне 1941-1945 гг.»
- медали